# Thermopylen
Koordinaten: 38° 48′ 19″ N, 22° 33′ 46″ O

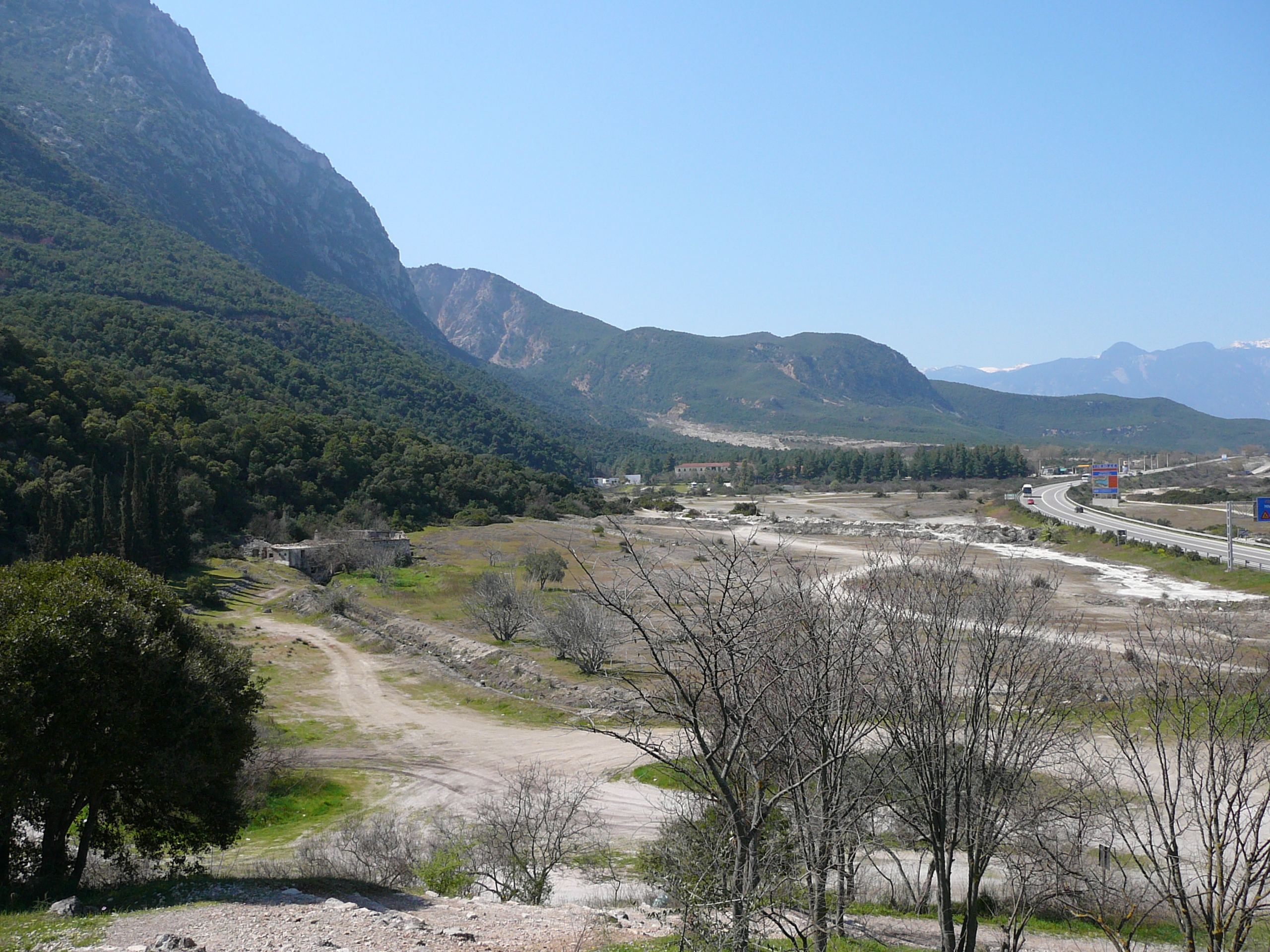
Die Thermopylen heute – in der Antike reichte das Meer über die Straße hinaus

Die Thermopylen (altgriechisch Θερμοπύλαι Thermopylai, lateinisch Thermopylae) waren ein Engpass zwischen dem Meer und dem Kallidromosgebirge in Mittelgriechenland (auch Trachinische Felsen) mit hohem strategischen Wert in der Antike, da sie den einzigen Weg von der Küste am Malischen Golf nach Innergriechenland darstellen. Heute ist der Durchgang durch Versandung mehrere Kilometer breit.
Ihren Namen verdanken die Thermopylen (Θερμοπύλαι Thermopýlai, Plural, von θερμός thermós „warm, heiß“ und πύλη pýlē „Tür, Tor, Öffnung“) zwei heißen Quellen.

## Geologie

### Versandung

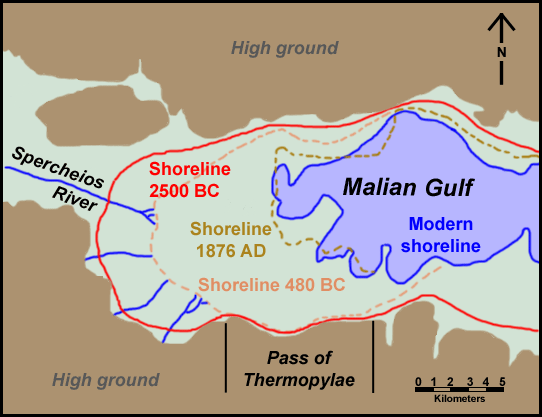
Karte mit heutigem und früheren Küstenverläufen und der als Pass bezeichneten antiken Engstelle

In der Antike hatte der Golf von Malia eine deutlich größere Ausdehnung. Durch Sedimenteintrag der Flüsse und Bäche versandete der Golf immer mehr, so dass heute eine ausgedehnte Ebene zwischen der Küstenlinie und den Bergfüßen liegt.
Mehrere Flüsse, von denen der Sperchios der größte ist, münden in den Golf und bilden Deltas. Dass die Abholzung durch den Menschen die Akkumulation von Material im Golf beschleunigt hat, ist wahrscheinlich. Auch an anderen Stellen im östlichen Mittelmeerraum wie an der Mündung des Großen Mäander gibt es diese Prozesse.

### Heiße Quellen

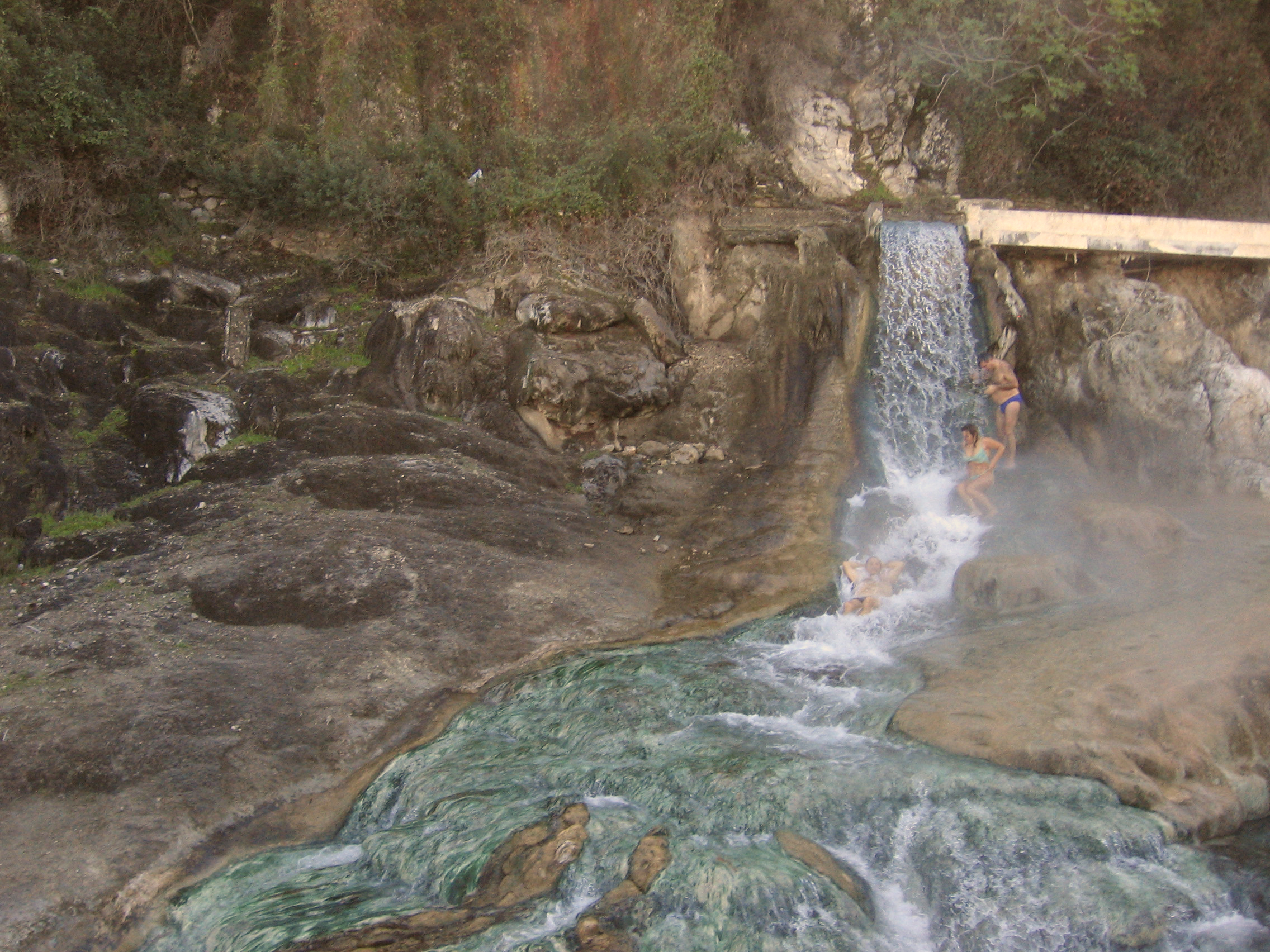
Thermalwasserfall

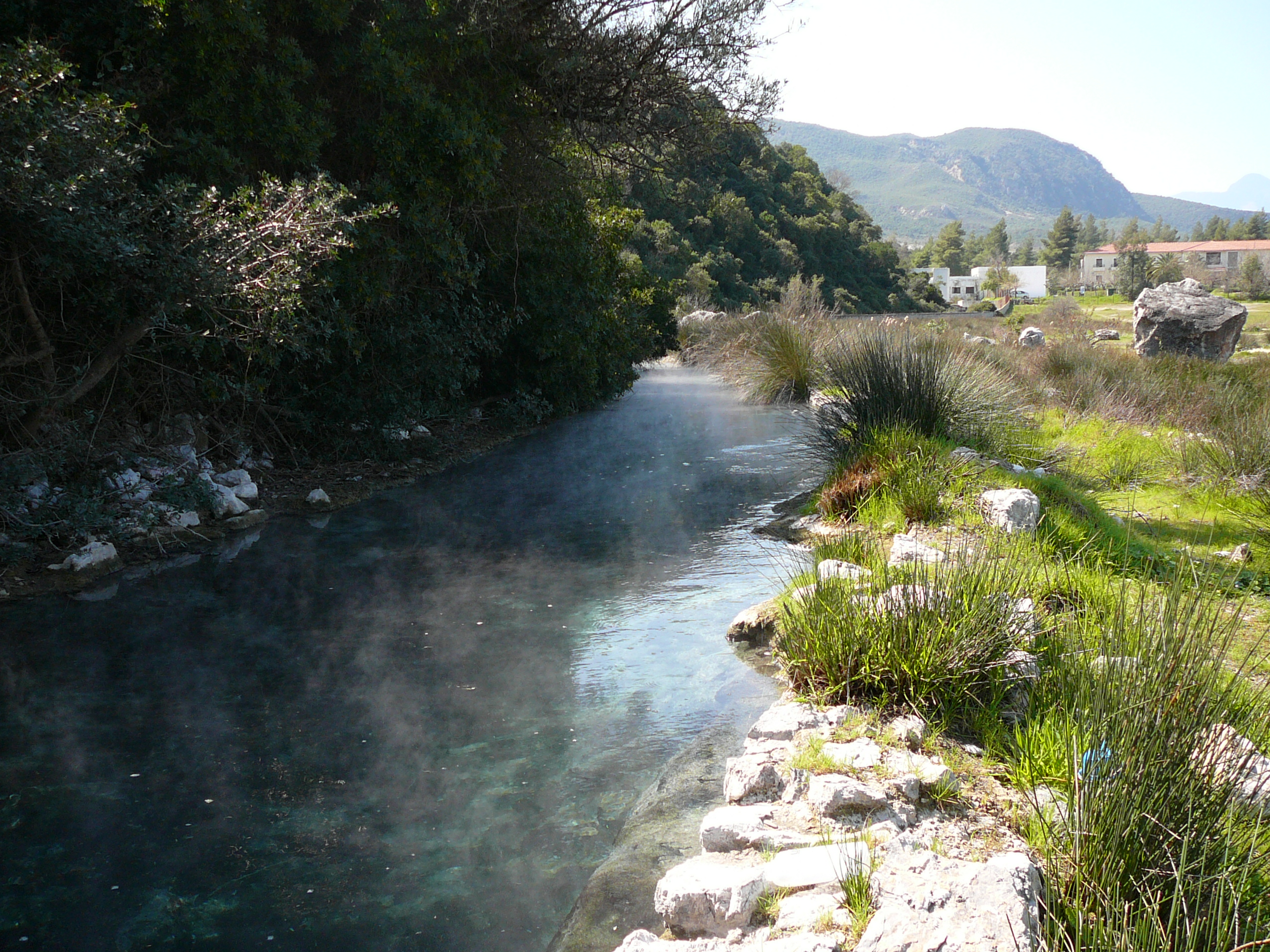
Nach dem Austritt wird das schwefelhaltige Wasser zum Badehaus (hinten) geleitet.

Wie der Name Thermopylen („Heiße Pforten“) erahnen lässt, befinden sich an dieser Stelle heiße Quellen. Diese schwefelhaltigen Quellen liegen östlich der Hauptstraße von Lamia nach Athen unmittelbar hinter einer Tankstelle und Raststätte. Sie sind frei zugänglich. Neben einem künstlich errichteten Wasserfall ergießt sich das warme Wasser in ein Flussbett, das unmittelbar neben diesem Wasserfall zum Baden aufgestaut wurde. Nach verschiedenen Angaben in der Literatur liegt die Wassertemperatur des austretenden Wassers bei 40 bis 42 °C.

## Geschichte

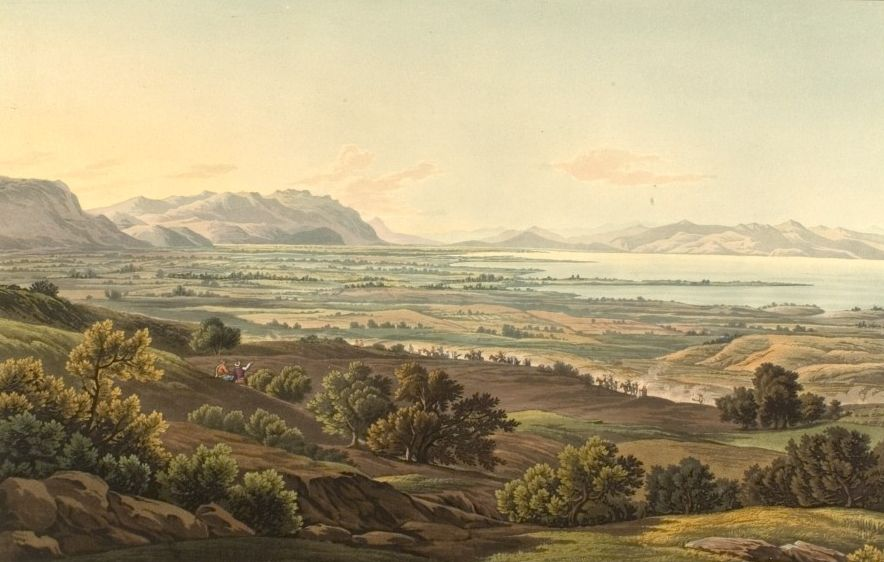
Die Thermopylen in Edward Dodwells Views in Greece (1821)

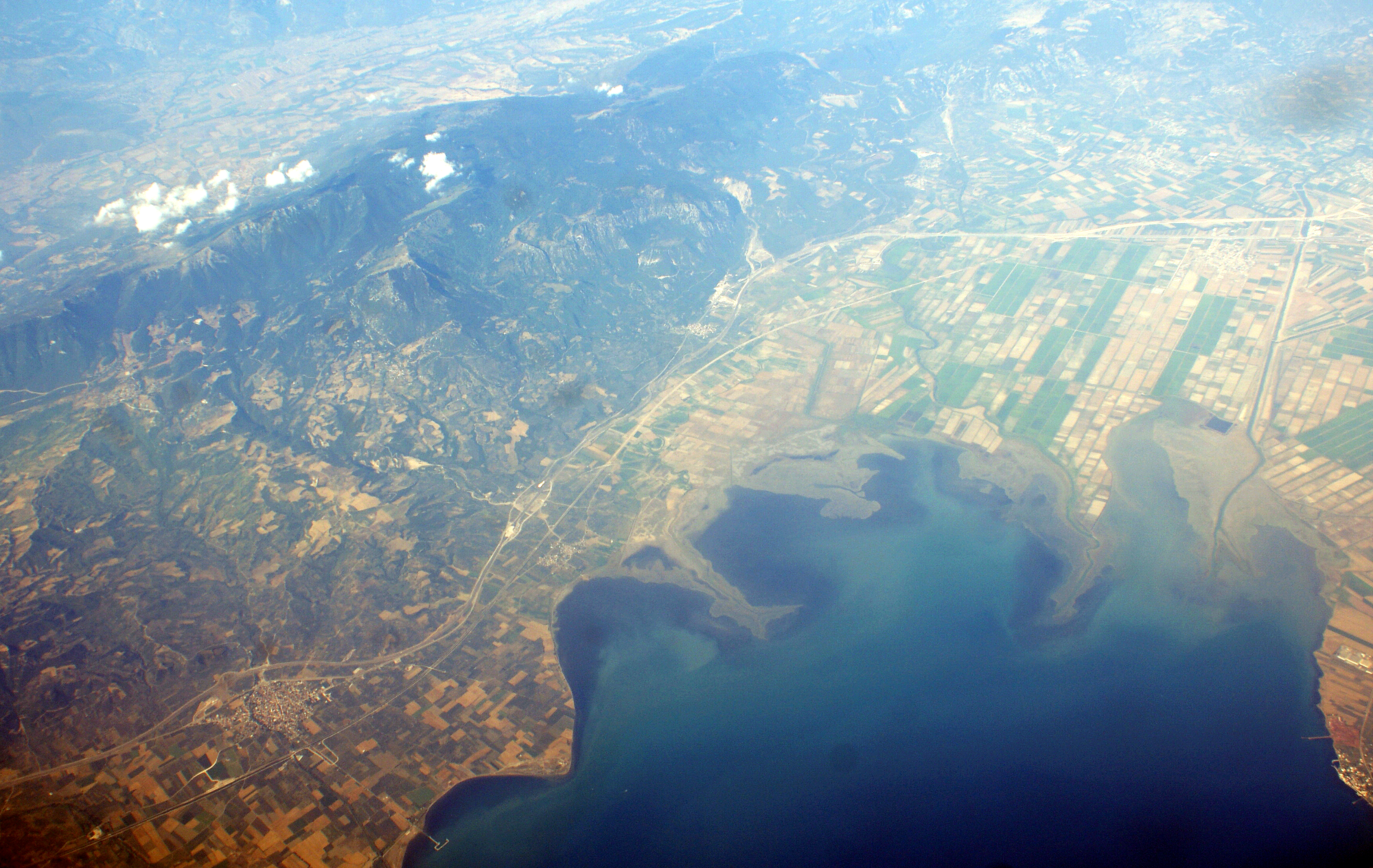
Luftaufnahme (Juli 2010)

Herodot berichtet, dass der Durchgang ein halbes Plethron (circa 15 Meter) breit war und an den beiden engsten Stellen (Alpenoi und Anthele) nur Raum für einen Wagen hatte. Deshalb waren die Thermopylen in der griechischen Geschichte immer wieder Schauplatz wichtiger militärischer Manöver oder größerer Schlachten.
Am berühmtesten ist die Erste Schlacht bei den Thermopylen von 480 v. Chr. im Rahmen der Perserkriege. Des Weiteren kämpfte der Feldherr Kallippos hier 279 v. Chr. mit 24.000 Mann gegen die Galater. Im Jahre 191 v. Chr. schlugen die Römer unter Manius Acilius Glabrio und dem älteren Cato in der Zweiten Schlacht bei den Thermopylen den Seleukiden Antiochos III. Der König Alarich I. führte die Westgoten 395 durch die Thermopylen nach Griechenland.
An den Thermopylen steht ein als Grab des Leonidas ausgewiesenes Denkmal. Leonidas wurde allerdings in Sparta begraben. Es handelt sich vielmehr um eine Siegesstele. Die Inschrift lautet:

«Ὦ ξεῖν’, ἀγγέλλειν Λακεδαιμονίοις ὅτι τῇδε κείμεθα, τοῖς κείνων ῥήμασι πειθόμενοι»

„Ō xeîn’ angéllein Lakedaimoníois hóti tēde keímetha, toîs keínōn rhēmasi peithómenoi.“

„Wanderer, kommst du nach Sparta, verkündige dorten, du habest uns hier liegen gesehen, wie das Gesetz es befahl.“

An die historische Schlacht von 480 v. Chr. erinnern heute mehrere Denkmäler, darunter das Leonidas-Denkmal. Das Gelände befindet sich östlich der Hauptstraße von Lamia nach Athen, etwa 250 Meter südöstlich einer Tankstelle und Raststätte, von der Straße aus direkt einsehbar.
Vom 24. bis zum 25. April 1941 fand im Rahmen des Kriegs auf dem Balkan die Schlacht bei den Thermopylen zwischen Truppen des britischen Commonwealth und der deutschen Wehrmacht statt.

## Trivia
Nach dem englischen bzw. lateinischen Namen der Thermopylen wurden mehrere britische Schiffe benannt:
- Thermopylae, bekannter Teeklipper (1868)
- Thermopylae, Passagier- und Frachtschiff (1891), 1899 gestrandet
- HMS Thermopylae, U-Boot der T-Klasse der Royal Navy, im Dienst von 1945 bis 1970.

Thermopylae ist auch der Titel eines 1954 entstandenen Gemäldes von Oskar Kokoschka.